# Benetoraceae
Famille
Les Benetoraceae  sont une famille d'algues de l'embranchement des Bacillariophyta (Diatomées), de la classe des Coscinodiscophyceae et de l’ordre des Stictodiscales.

## Étymologie
Le nom de la famille vient du genre type Benetorus, qui est peut-être dédié à un personnage du nom de « Benet », mais non précisé par G.Hanna dans sa description.

## Description
La description originale de Hanna du Benetorus est la suivante « valve circulaire, presque plate avec une zone annulaire externe de rangées de perles grossières et rayonnantes et une zone circulaire centrale, hyaline au moins en partie et renfermant presque une zone perlée piriforme au centre. »

## Distribution
Benetorus est un genre fossile de l'étage Crétacé découvert par G. Hanna dans des gisements de schiste de Moreno Gulch (comté de Fresno, Californie).

## Liste des genres
Selon AlgaeBase (30 juillet 2022) :
- Benetorus Hanna, 1927  †

## Systématique
Le nom correct complet (avec auteur et date) de ce taxon est Benetoraceae P.A.Sims, 1994.